# Le train bleu (ресторан)
«Синий экспресс» (Синий поезд) (фр. Le Train Bleu) — известный парижский ресторан, расположенный в зале Лионского вокзала, одного из 6 крупнейших железнодорожных терминалов во Франции.

## История
Первоначально носил название «Buffet de la Gare de Lyon», в 1963 году был переименован в «Le Train Bleu», в честь знаменитого пассажирского поезда класса «люкс» с таким же названием компании «Compagnie Internationale des Wagons-Lits», курсировавшим с 1886 по 2003 год между Кале и Французской Ривьерой.
В 1900 году  в росписи интерьеров ресторана участвовал Эдуар Россе-Гранже.
В 1972 году интерьеры некоторых залов ресторана, сохранившиеся в первозданном виде, были объявлены историческим памятником. Последняя на сегодняшний день масштабная реставрация состоялась летом 2014 года.

## Описание
Ресторан обслуживает путешественников, гостей и жителей столицы с 1901 года, со времён Прекрасной эпохи. Он оформлен в характерном стиле начала XX века, с большим количеством лепнины, скульптур и позолоты. В числе частых посетителей ресторана были Сара Бернар, Коко Шанель, Брижит Бардо, Жан Кокто, Колетт, Сальвадор Дали, Жан Габен и Марсель Паньоль.

## В кинематографе
Богато украшенную обстановку ресторана «Синий экспресс» часто используют при съёмках фильмов, здесь снимались киноленты:
- Travels with My Aunt (1972)
- Мамочка и шлюха (1973)
- Никита (1990)
- Вандомская площадь (1998)
- Filles uniques (2003)
- Мистер Бин на отдыхе (2007)
- Неудачники (2009)

## Галерея

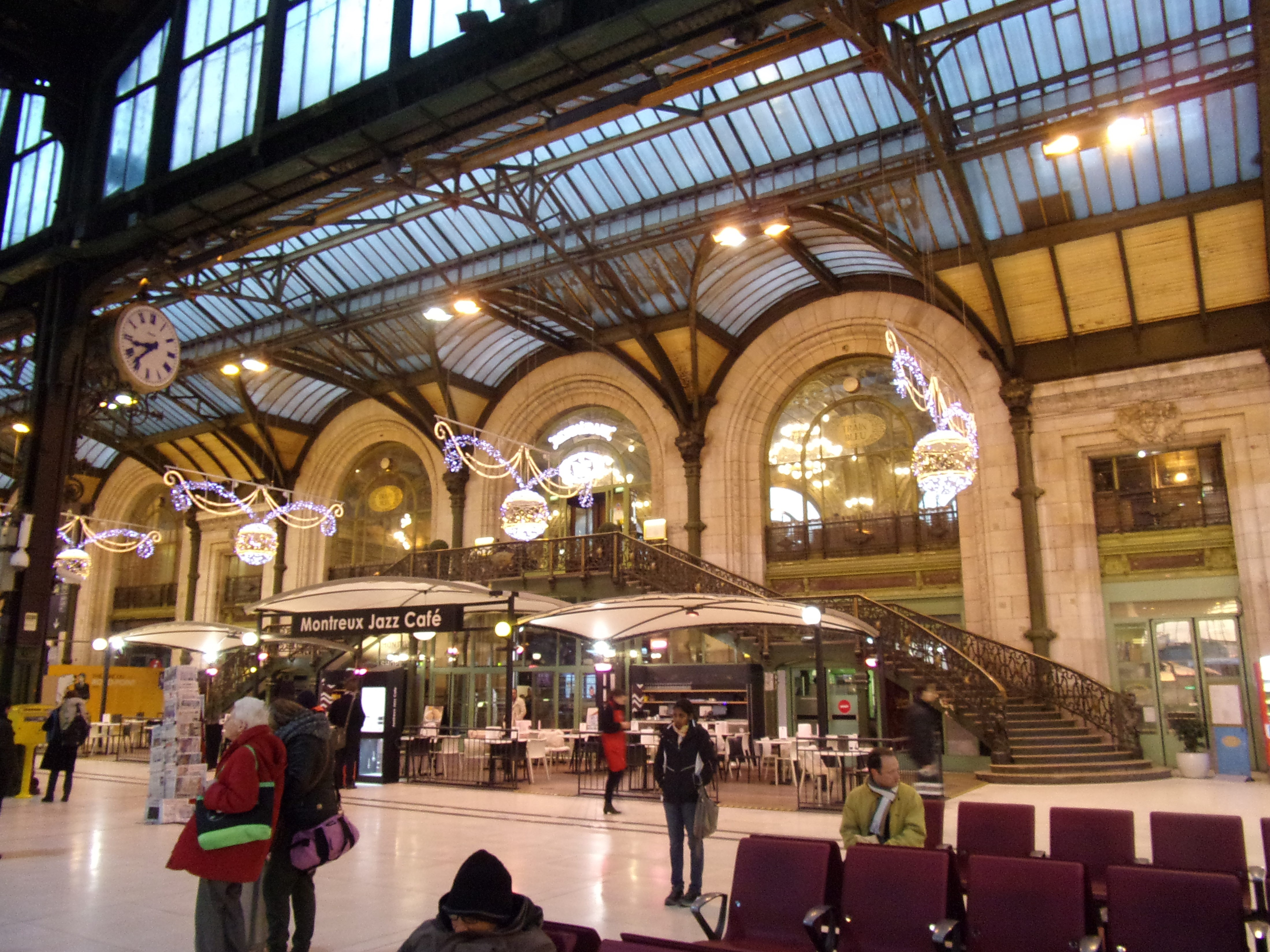
Фасад ресторана «Синий экспресс» (2016)
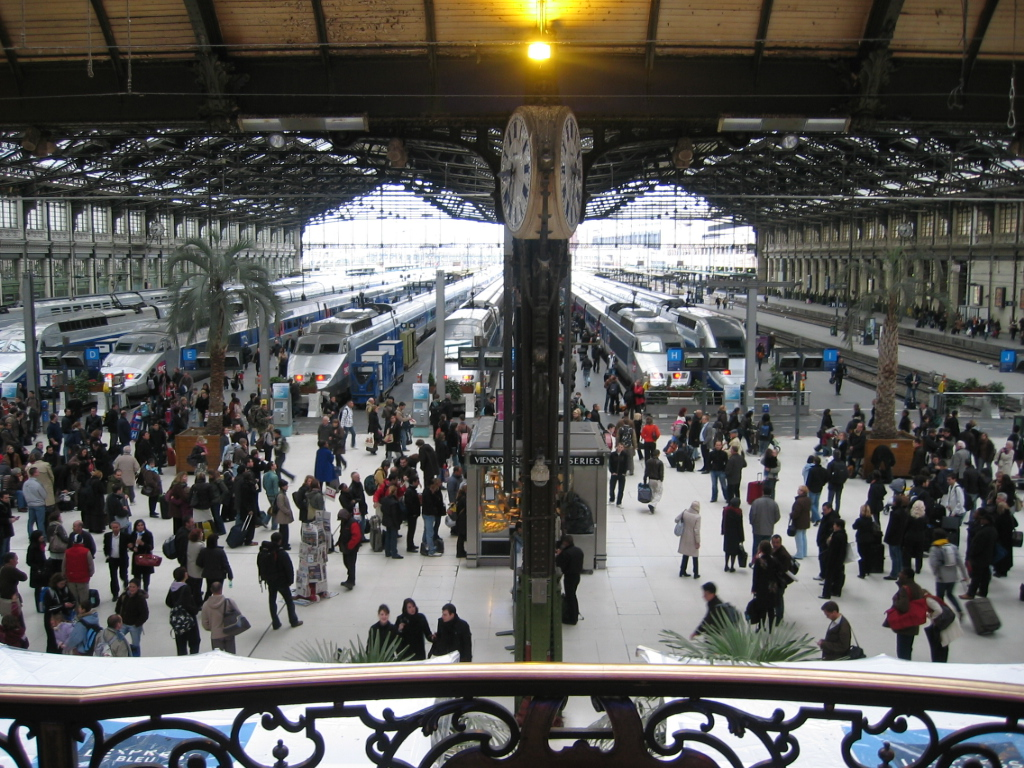
Вид с балкона «Синего экспресса» (2008)
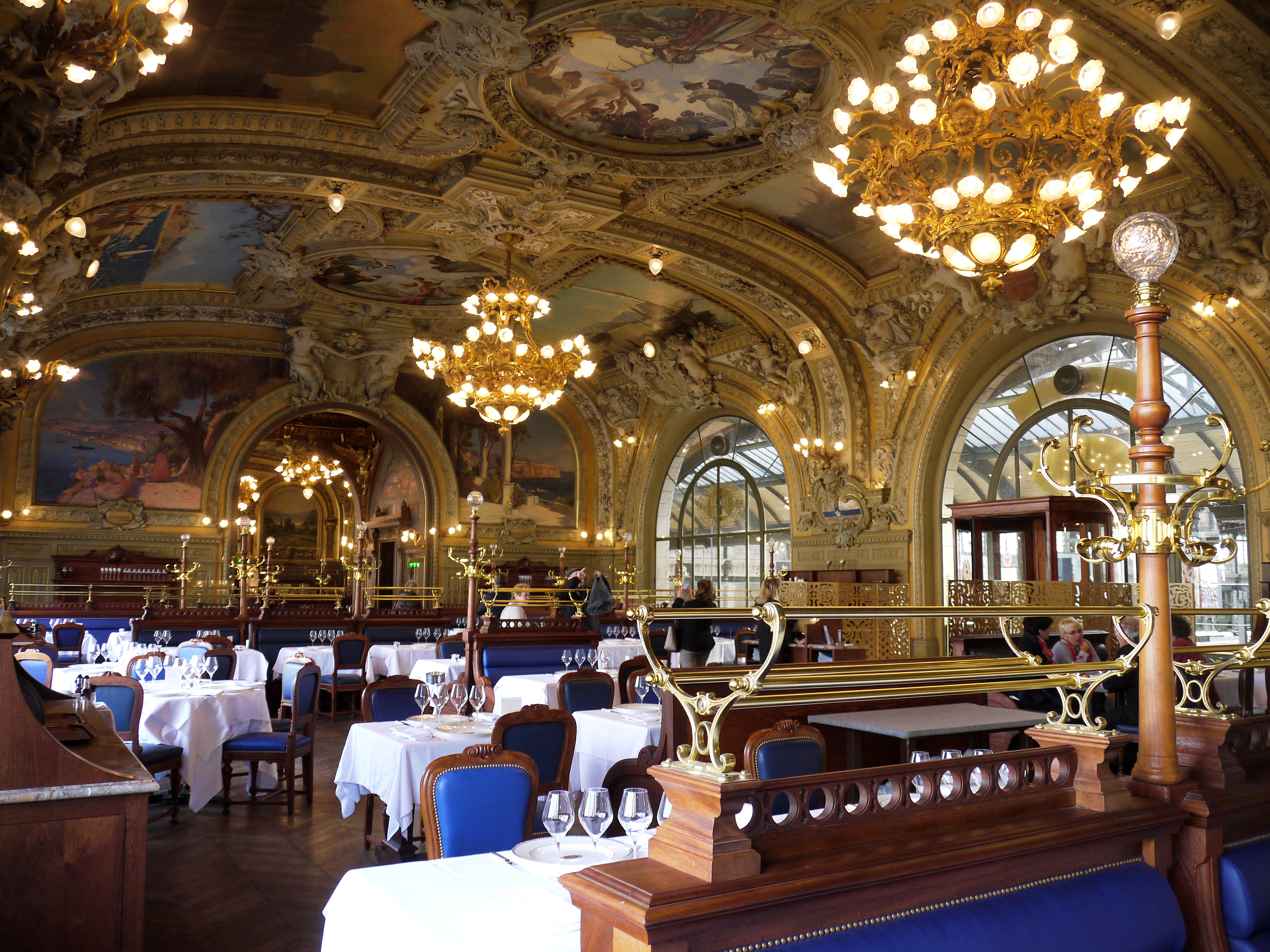
В зале ресторана (2015)
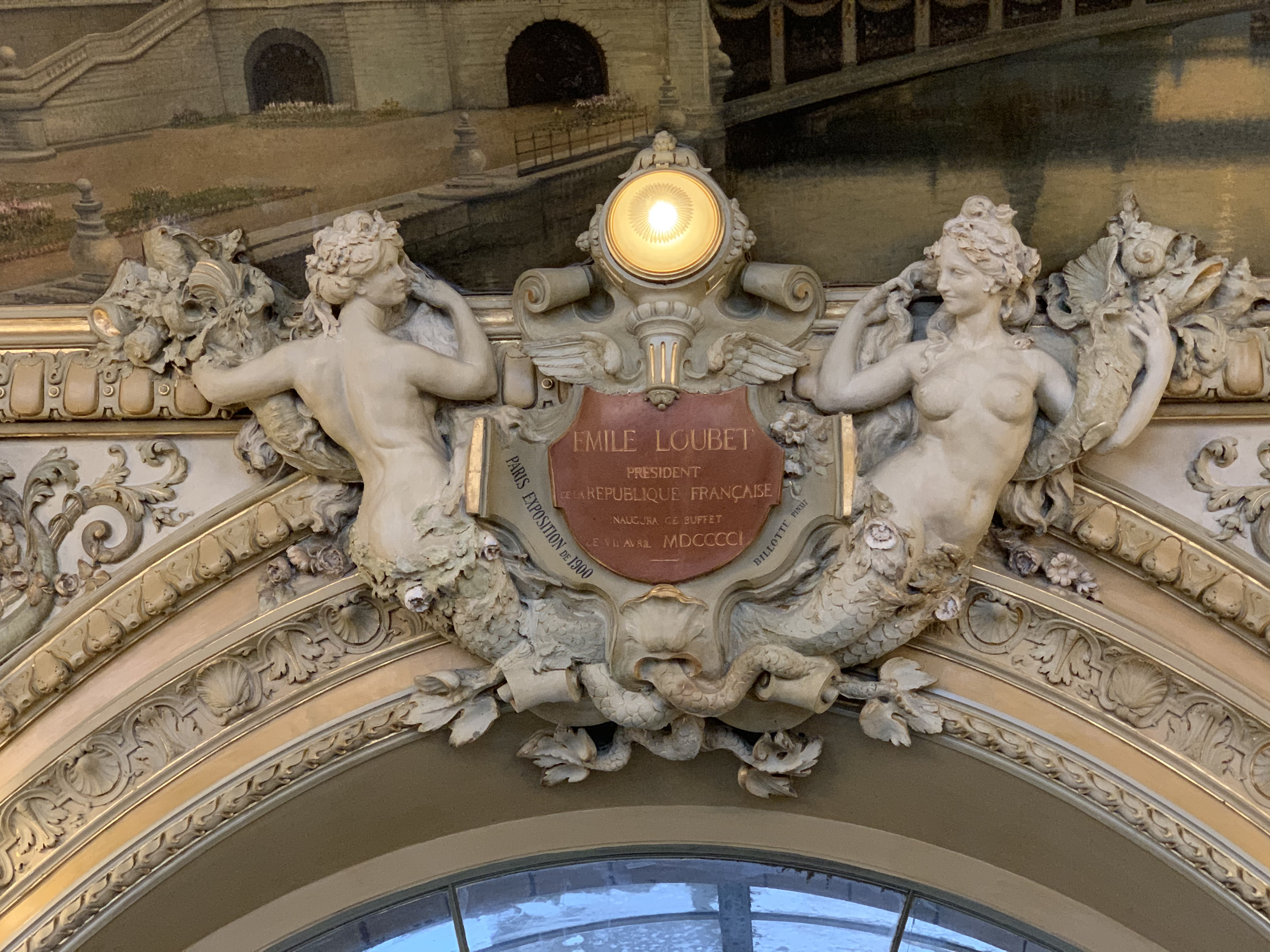
Картуш с памятной надписью об открытии Лионского вокзала 7 апреля 1901 года в присутствии президента республики Эмиля Лубе (2019)